# Kap Braathen
Das Kap Braathen ist ein vereistes Kap am nordöstlichen Ende der Evans-Halbinsel im Norden der Thurston-Insel vor der Eights-Küste des westantarktischen Ellsworthlands.
Seine Position wurde anhand von Luftaufnahmen der Flugstaffel VX-6 der United States Navy im Januar 1960 bestimmt. Das Advisory Committee on Antarctic Names benannte es nach dem Norweger Christoffer Braathen (1895–1937), Skiexperte und Schlittenhundführer bei der US-amerikanischen Byrd Antarctic Expedition (1928–1930).